# 主点

厚レンズにおける主要点（主点・焦点・節点）を示した図。 P が前側主点、 P' が後側主点である。また、 F は前側焦点、 F' は後側焦点、 V は前側節点、 V' は後側節点である。

主点（しゅてん）および主面（しゅめん）は、幾何光学において焦点距離などを定義する基準となる。主面とは、光軸に平行な光線の高さを変化させながら光学系に入射する場合に、入射前および出射後の光線をそれぞれ延長した2直線を考え、2直線の交点が描く軌跡である。また、主点とは、主面と光軸とが直交する点である。
光学系のどちらから平行光を入れたかによって2つの主点が存在することになる。薄レンズ近似を用いた場合には2つの主点は一致するとみなせる。
主面は必ずしも光学系の内部に位置するとは限らない。カメラレンズなどで焦点距離（主点と焦点との距離）と鏡筒の長さが比例しないのはこのためである。